# Lijst van voetbalinterlands Bahama's - Bonaire
Deze lijst van voetbalinterlands is een overzicht van alle officiële voetbalwedstrijden tussen de nationale teams van de Bahama's en Bonaire. De landen speelden tot op heden twee keer tegen elkaar. De eerste twee ontmoetingen waren groepswedstrijden tijdens de CONCACAF Nations League 2019/20.

## Wedstrijden
| № | Plaats     | Datum            | Competitie                      | Wedstrijd          | Uitslag |
| - | ---------- | ---------------- | ------------------------------- | ------------------ | ------- |
| 1 | Nassau     | 9 september 2019 | CONCACAF Nations League 2019/20 | Bahama's – Bonaire | 2 – 1   |
| 2 | Willemstad | 11 november 2019 | CONCACAF Nations League 2019/20 | Bonaire – Bahama's | 1 – 1   |

## Samenvatting
| Competitie              | Totaal gespeeld | Winst Bahama's | Gelijk | Winst Bonaire | Doelsaldo Bahama's – Bonaire |
| ----------------------- | --------------- | -------------- | ------ | ------------- | ---------------------------- |
| CONCACAF Nations League | 2               | 1              | 1      | 0             | 3 − 2                        |
| Totaal                  | 2               | 1              | 1      | 0             | 3 − 2                        |

Wedstrijden bepaald door strafschoppen worden, in lijn met de FIFA, als een gelijkspel gerekend.
BFA · A-internationals · Bondscoaches · Statistieken · Bahamaans vrouwenelftal
1970 – 1979 ·
1980 – 1989 ·
1990 – 1999 ·
2000 – 2009 ·
2010 – 2019 ·
2020 − 2029
1970 · 
1971 · 
1972 · 
1973 · 
1974 · 
1975 · 
1976 · 
1977 · 
1978 · 
1979 · 
1980 · 
1981 · 
1982 · 
1983 · 
1984 · 
1985 · 
1986 · 
1987 · 
1988 · 
1989 · 
1990 · 
1991 · 
1992 · 
1993 · 
1994 · 
1995 · 
1996 · 
1997 · 
1998 · 
1999 · 
2000 · 
2001 · 
2002 · 
2003 · 
2004 · 
2005 · 
2006 · 
2007 · 
2008 · 
2009 · 
2010 · 
2011 · 
2012 · 
2013 ·
2014 · 
2015 ·
2016 ·
2017
2018 ·
2019 ·
2020 ·
2021 ·
2022 ·
2023 ·
2024
Amerikaanse Maagdeneilanden ·
Anguilla ·
Antigua en Barbuda ·
Barbados ·
Belize ·
Bermuda ·
Bonaire ·
Britse Maagdeneilanden ·
Cuba ·
Dominica ·
Dominicaanse Republiek ·
Guyana ·
Haïti ·
Jamaica ·
Kaaimaneilanden ·
Nederlandse Antillen ·
Nicaragua ·
Panama ·
Puerto Rico ·
Saint Kitts en Nevis ·
Saint Vincent en de Grenadines ·
Trinidad en Tobago ·
Turks- en Caicoseilanden ·
Venezuela